# Zofinin
Zofinin [pronunciación en polaco: /zɔˈfinin/] es un pueblo ubicado en el distrito administrativo de Gmina Strachówka, dentro del Condado de Wołomin, Voivodato de Mazovia, en el este de Polonia central. Se encuentra aproximadamente a 2 kilómetros al sur de Strachówka, a 30 kilómetros al este de Wołon, y a 50 kilómetros al noreste de Varsovia.